# باغتشة جيق
باغتشة جيق هي قرية في مقاطعة هشترود، إيران. عدد سكان هذه القرية هو 73 في سنة 2006.